# Guguan
Guguan is een Oceanisch eiland, onderdeel van de regio Micronesië. Staatkundig gezien is het eiland een onderdeel van het Amerikaanse gebiedsdeel Noordelijke Marianen in de Grote Oceaan. Het is een van de toppen van vijftien vulkanische bergen die de eilandengroep de Marianen vormen. Guguan ligt ten noorden van het eiland Sarigan en ten zuiden van het eiland Alamagan. De laatste uitbarsting was in 1883.
Guguan heeft een oppervlakte van 4,2 km².

## Flora en fauna
Er komt slechts één zoogdier voor, de vleermuis Pteropus mariannus.